# ديميتري ستوتسكي
ديميتري ستوتسكي (بالروسية: Стоцкий, Дмитрий Валерьевич)‏ هو لاعب كرة قدم روسي في مركز الوسط، ولد في 1 ديسمبر 1989 في كالينينغراد في روسيا. لعب مع بالتيكا كالينينغراد ونادي أوفا.

## وصلات خارجية
- ديميتري ستوتسكي على موقع الاتحاد الأوربي (الإنجليزية)
- ديميتري ستوتسكي على موقع قاعدة بيانات كرة القدم.إي يو (الإنجليزية)
- ديميتري ستوتسكي على موقع Soccerway.com (الإنجليزية)
- ديميتري ستوتسكي على موقع عالم كرة القدم.نت (الإنجليزية)